# Hylaeus royesi
Hylaeus royesi är en biart som beskrevs av Lynn R.G. Raw 1984. Hylaeus royesi ingår i släktet citronbin, och familjen korttungebin. Inga underarter finns listade i Catalogue of Life.